# Sierra Leone Broadcasting Corporation
Sierra Leone Broadcasting Corporation, nota anche con l'acronimo SLBC, è l'ente radiotelevisivo pubblico della Sierra Leone. Trasmette dalla capitale Freetown e dai capoluoghi regionali in inglese, mende, temne, krio e altre lingue locali.

## Storia

### Dagli esordi alla guerra civile del 1991-2002
Sierra Leone Broadcasting Service (SLBS) nacque nel 1934 come servizio di radiodiffusione cablato (Freetown Rediffusion Service), divenendo la prima radio in inglese in Africa occidentale; passò a trasmettere via etere nel 1955. 
La televisione nacque ad aprile 1963 dalla convergenza di SLBS con interessi economici di terzi. 
La copertura fu estesa a tutto il Paese nel 1978, quando fu anche introdotto il colore.
Prima della guerra civile del 1991-2002 SLBS trasmetteva in FM e onde corte da Freetown (le più potenti onde medie erano state cessate poco prima); durante gli anni settanta era stata costruita una potente stazione a onde corte, utilizzata principalmente per ripetere trasmissioni di emittenti internazionali, visto che SLBS non poteva permettersi di produrre programmi propri. 
Durante la guerra la stazione a onde corte che era stata costruita a Waterloo fu completamente distrutta e saccheggiata; non è noto se avesse mai trasmesso. Il resto delle strutture di SLBS fu abbandonato durante il conflitto e andò in malora.
Dal 1999 in poi il Dipartimento per lo sviluppo internazionale del Regno Unito operò una ristrutturazione della radio, inclusa la stazione di Goderich (la stazione di Goderich riuscì a funzionare per un anno prima che parte delle sue antenne fossero distrutte da un fulmine a giugno 2002).

### Dalla fine della guerra civile ad oggi
Ad aprile 2010, in un ristabilito clima di pace, la SLBS, di proprietà del governo, fu fusa con la stazione radio delle forze di peacekeeping delle Nazioni Unite, Radio UNAMSIL, presente sul territorio della Sierra Leone da qualche anno, dando vita alla Sierra Leone Broadcasting Corporation (SLBC).
SLBC fu inaugurata formalmente il 15 giugno 2010 dal presidente della Sierra Leone Ernest Bai Koroma e dal segretario generale delle Nazioni Unite Ban Ki-moon.
L'attuale ente di radiotelevisione opera sotto la supervisione del Ministero dell'informazione e delle comunicazioni della Sierra Leone ed è regolamentato dalla Independent Media Commission (IMC), una commissione che si occupa di garantire l'indipendenza dei media.

## Servizi

### Televisione
Dalla sua sede principale a Freetown SLBC produce 2 canali televisivi: 
| Nome   | Sede     | Тipo        | Lancio | Lingua                                            |
| ------ | -------- | ----------- | ------ | ------------------------------------------------- |
| SLBC 1 | Freetown | generalista | 1963   | inglese, mende, temne, krio e altre lingue locali |
| SLBC 2 | Freetown | generalista |        | inglese, mende, temne, krio e altre lingue locali |

### Radio
SLBC gestisce un network di stazioni locali. La capofila è quella di Freetown, che da sola copre gran parte della parte occidentale del Paese. Le altre stazioni sono a Bo, Kenema, Kailahun, Makeni, Magburaka e Koidu e servono le rispettive regioni.
In alcune ore del giorno i programmi di Freetown vengono ripetuti dalle altre emittenti raggiungendo l'intera popolazione nazionale, ma la maggior parte del tempo ciascuna trasmette i propri programmi locali grazie all'ampia autonomia che è loro riconosciuta.

## Ricezione

### Terrestre
La radio di Sierra Leone Broadcasting Corporation trasmette in AM e in FM; la televisione trasmette in standard DVB-T HD.

### Satellite[8]
| Satellite          | Astra 2F       |
| Posizione orbitale | 28.2 ° E       |
| Canali             | SLBC 1, SLBC 2 |
| Frequenza          | 11675 H        |
| SR                 | 30000          |
| FEC                | 5/6            |
| Modulazione        | QPSK           |

### Streaming
Sierra Leone Broadcasting Corporation in streaming Archiviato il 13 giugno 2023 in Internet Archive.